# Wüstungen im Kanton Schwyz
Die alpinen Wüstungen im Kanton Schwyz in der Schweiz wurden seit Beginn der 1980er Jahre in eine Bestandsaufnahme abgegangener Alpsiedlungen im Kanton Schwyz eingearbeitet.
Über 250 solcher temporären und Daueranlagen konnten allein im Muotatal archäologisch erfasst werden. Sie schliessen etwa 300 Gebäude und 60 Pferchanlagen ein. Etwa die Hälfte der untersuchten Anlagen konnte in die Zeit vor 1500 n. Chr. eingestuft werden. Alpine Wüstungen oder abgegangene Alpsiedlungen geben Aufschluss über die mittelalterliche Transhumanz. Die Wüstungen Spilblätz und Balmis wurden genauer untersucht.

## Spilblätz
Spilblätz war eine 1981 ausgegrabene, temporäre Siedlung auf 1930 m ü. M. auf der Charetalp, einem langgezogenen, Nordost-Südwest orientierten abfallenden Hochtal im hinteren Muotatal. Diese Alpsiedlung wurde vom 11. bis ins 14. Jahrhundert genutzt. Die Reste ihres mörtellosen Mauerwerks verteilen sich über eine Fläche von 300 × 120 m. Spilblätz bestand aus einem System von Pferchmauern (für Schafe und Ziegen) mit verschieden grossen Abteilungen. Für die Rinderhaltung war Spilblätz eher ungeeignet. Innerhalb des Mauerngefüges existierten anfänglich zwei, später drei Wohnhütten. Diese waren Einraumhäuschen mit einer offenen Mehrzweckfeuerstelle. Zusätzlich bestand ein winziger, vierter Bau, vermutlich der Lagerraum für Milch und Milchprodukte. Im 14. Jahrhundert kam es zur Auflassung der Siedlung.

## Balmis
In den Jahren 1987 und 1994 wurde die Wüstung der Dauersiedlung Balmis bei Illgau im Muotatal untersucht. Balmis liegt heute auf einem bewaldeten Felssporn auf 980 m ü. M. Anlässlich der archäologischen Untersuchung konnten drei Gebäude freigelegt werden. Die älteste Hütte entstand um 1100 und wurde bis zu Beginn des 13. Jahrhunderts ganzjährig bewohnt. Dann diente sie als Stall und gegen Ende des 18. Jahrhunderts als Werkstatt. Im 13. und 14. Jahrhundert wurde ein zweites Gebäude errichtet und als Wohnhaus genutzt. Von dem Holzhaus blieb nur der Steinsockel erhalten. Im dritten Gebäude konnte ein Backofen nachgewiesen werden. Funde von Kochtopfscherben und Schweineknochen deuten auf eine Ganzjahresniederlassung. Aufgrund von Knochenfunden kann auf die Haltung von Rindern, Schweinen, Schafen und Ziegen geschlossen werden. Der Platz wurde um 1400 aufgelassen.

## Vermutete Ursachen
Vermutlich ist die Verlagerung der bäuerlichen Wirtschaftsweise von der mischwirtschaftlichen Selbstversorgung auf die kommerzielle Grossviehhaltung nach 1350 einer der Gründe, weshalb viele alpine Siedlungen aufgegeben wurden. 
Die Einbeziehung der Innerschweizer Region in die Versorgung der aufstrebenden Städte des Schweizer Mittellandes und des noch stärker urbanisierten oberitalienischen Wirtschaftsraumes zeigt sich in der Innerschweiz seit dem 14. Jahrhundert in der deutlichen Steigerung der Grossviehhaltung. Die von der Konzeption her auf Kleintierhaltung ausgerichteten Pferche wurden vermutlich aus diesem Grund aufgegeben.